# Gino Bianco (pilota automobilistico)
Luigi Gino Emilio Rodolfo Bertetti Bianco, detto Gino Bianco (Milano, 22 luglio 1916 – Rio de Janeiro, 8 maggio 1984), è stato un pilota automobilistico brasiliano di origine italiana.
Ha anche partecipato a 4 Gran Premi di Formula 1 con la Escuderia Bandeirantes nel 1952.

## Risultati in Formula 1
| 1952 | Scuderia               | Vettura        |  |  |  |  |    |     |     |     | Punti | Pos. |
| ---- | ---------------------- | -------------- |  |  |  |  | -- | --- | --- | --- | ----- | ---- |
| 1952 | Escuderia Bandeirantes | Maserati A6GCM |  |  |  |  | 18 | Rit | Rit | Rit | 0     |      |

| Legenda | 1º posto     | 2º posto | 3º posto    | A punti         | Senza punti/Non class.  | Grassetto – Pole position Corsivo – Giro più veloce |
| Legenda | Squalificato | Ritirato | Non partito | Non qualificato | Solo prove/Terzo pilota | Grassetto – Pole position Corsivo – Giro più veloce |